# زاویه شیخلر
زاویه شیخلر، روستایی است از توابع بخش مرکزی شهرستان خوی استان آذربایجان غربی ایران.

## جمعیت
این روستا در دهستان رهال و دربین روستاهای یزدکان شیره کی وکورپیران قرار داشته و بر اساس سرشماری سال ۱۳۸۵ جمعیت آن ۵۶۹ نفر (۱۰۰ خانوار)
بوده‌است. به فاصله ۳۵ کیلومتری خوی می‌باشد و فاصله ان از جاده خوی سلماس ۱۳ کیلومتر می‌باشد. و همچنین فاصله آن تا مرکز دهستان کره سنی سیلاب (سلاو) ۳۵ کیلومتر می‌باشد.

## قومیت
اهالی روستا از اقوام کره سنی هستند و به زبان ترکی آذربایجانی صحبت می‌کنند.